# メガミクライシス
メガミクライシスとは、キルタイムコミュニケーション発行の日本の成年向けアンソロジーコミックである。2011年7月19日前身誌『闘神艶戯』よりリニューアルされ、二次元ドリームコミックスより刊行が始まった。その後2014年6月に『ヒロインピンチ』にリニューアルされるまで全17号が発行された。前身誌とは違い、約2か月に一回のペースで刊行している。

## 概要
闘うヒロインをコンセプトとして様々な作品が描かれている。ヒロインは作家によって様々であり、特定の分野に絞っているわけではない。キルタイムコミュニケーションの発行するあとみっく文庫や二次元ドリームノベルズといった小説で描かれているものを漫画版として描いているものもある。強く美しいヒロインが淫らに堕ちまくるアンソロジーを唄っていてヒロインが強制的に堕とされる話もある。

## 掲載作家一覧
- chaccu
- 高浜太郎
- 天道まさえ
- 歌麿
- 時丸佳久
- トキサナ
- GEN
- 焔すばる
- 科手黒
- 大月渉
- LEYMEI
- 嘉納あいら
- 寒天
- 神保玉蘭
- 和馬村政

など

## 既刊一覧
二次元ドリームコミックス（キルタイムコミュニケーション）より刊行中。
1. メガミクライシス Vol.1 （表紙：高浜太郎）2011年07月19日発行 ISBN 978-4-7992-0103-9
2. メガミクライシス Vol.2 （表紙：chaccu）  2011年09月20日発行 ISBN 978-4-7992-0129-9
3. メガミクライシス Vol.3 （表紙：和馬村政）2011年11月25日発行 ISBN 978-4-7992-0160-2
4. メガミクライシス Vol.4 （表紙：高浜太郎）2012年01月27日発行 ISBN 978-4-7992-0191-6
5. メガミクライシス Vol.5 （表紙：歌麿）    2012年03月23日発行 ISBN 978-4-7992-0222-7
6. メガミクライシス Vol.6 （表紙：時丸佳久）2012年05月30日発行 ISBN 978-4-7992-0255-5
7. メガミクライシス Vol.7 （表紙：chaccu）  2012年07月24日発行 ISBN 978-4-7992-0286-9
8. メガミクライシス Vol.8 （表紙：神保玉蘭）2012年09月27日発行 ISBN 978-4-7992-0313-2
9. メガミクライシス Vol.9 （表紙：GEN）     2012年12月03日発行 ISBN 978-4-7992-0344-6
10. メガミクライシス Vol.10（表紙：カガミ）  2013年01月30日発行 ISBN 978-4-7992-0372-9
11. メガミクライシス Vol.11（表紙：高浜太郎）2013年04月01日発行 ISBN 978-4-7992-0399-6
12. メガミクライシス Vol.12（表紙：歌麿）    2013年05月29日発行 ISBN 978-4-7992-0424-5
13. メガミクライシス Vol.13（表紙：chaccu）  2013年07月27日発行 ISBN 978-4-7992-0451-1
14. メガミクライシス Vol.14（表紙：神保玉蘭）2013年09月28日発行 ISBN 978-4-7992-0483-2
15. メガミクライシス Vol.15（表紙：時丸佳久）2013年11月29日発行 ISBN 978-4-7992-0505-1
16. メガミクライシス Vol.16（表紙：高浜太郎）2014年02月01日発行 ISBN 978-4-7992-0530-3
17. メガミクライシス Vol.17（表紙：和馬村政）2014年04月01日発行 ISBN 978-4-7992-0559-4